# Dolný Badín
Dolný Badín – wieś (obec) na Słowacji położona w kraju bańskobystrzyckim, w powiecie Krupina. Pierwsze wzmianki o miejscowości pochodzą z roku 1135.
Według danych z dnia 31 grudnia 2012, wieś zamieszkiwało 260 osób, w tym 128 kobiet i 132 mężczyzn.
W 2001 roku pod względem narodowości i przynależności etnicznej 99,24% mieszkańców stanowili Słowacy, a 0,76% Czesi.
Ze względu na wyznawaną religię w 2001 roku 95,06% mieszkańców było katolikami rzymskimi, a 4,94% ewangelikami.